# Monique Gardenberg
Monique Pedreira Gardenberg (Salvador, 28 de julho de 1958) é uma cineasta, diretora teatral e produtora cultural brasileira.

## Biografia
De mãe baiana de família tradicional e pai judeu polonês, Monique nasceu em Salvador e passou parte da infância em Santos.
Em 1975, mudou-se para o Rio de Janeiro, onde estudou Economia na Universidade Federal do Rio de Janeiro (UFRJ). Ligada ao Movimento Estudantil, em seguida passou a ser diretora cultural do Centro Acadêmico, promovendo shows e eventos na Universidade. A partir daí, entrou em contato com gravadoras e artistas, trabalhou como manager numa turnê de Milton Nascimento, tornou-se empresária de Djavan e Marina Lima. Assim que concluiu o curso de Economia, passou a produzir peças teatrais de Gerald Thomas.
Em 1982, em parceria com sua irmã Sylvia Gardenberg, criou a Dueto Produções, através da qual produziu grandes eventos culturais periódicos, como o Free Jazz Festival (1985-2001), o Carlton Dance (nove edições) e o TIM Festival (a partir de 2003), além de shows no Brasil de artistas internacionais como Rolling Stones e Elton John.
Em 1989, fez um curso de 3 meses na escola de cinema da New York University, onde realizou os curtas-metragens "Insônia" e "Day 67". De volta ao Brasil, tentando iniciar-se na realização cinematográfica exatamente no difícil período Collor, Monique descobriu que, para viabilizar seu primeiro projeto de longa-metragem, precisava antes provar que podia dirigir um curta de forma profissional. Assim, realizou "Diário noturno" (1993), que recebeu quatro prêmios no Festival de Gramado, incluindo o de melhor direção de curta, e foi selecionado para o Festival de Veneza.
Em 1996, seu primeiro longa-metragem, "Jenipapo", parcialmente falado em inglês, foi selecionado para o Sundance Film Festival, além dos festivais de Toronto e Roterdã.
A partir daí, passou também a dirigir videoclipes, tendo sido premiada por "Não Enche", com Caetano Veloso, com o qual realizou também dois espetáculos filmados - "Caballero da Fina Estampa" (1996) e "Prenda Minha" (1999), ambos lançados em DVD. Voltando também à produção teatral, trabalhou com José Celso Martinez Corrêa, Bia Lessa e Pedro Cardoso.
Em 2002, Monique tornou-se também diretora teatral, levando aos palcos "Os Sete Afluentes do Rio Ota", de Robert Lepage, espetáculo de cinco horas duração que fez grande sucesso de público e concorreu ao Prêmio Shell em 5 categorias - direção, ator (Caco Ciocler), cenário (Hélio Eichbauer), figurino (Marcelo Pies) e iluminação (Maneco Quinderé).
Com seu segundo longa, "Benjamim" (2004), adaptado do livro homônimo de Chico Buarque, Monique trabalhou com o ator Paulo José e lançou a atriz Cléo Pires. O filme foi premiado nos Festivais do Rio e de Miami, inclusive como Melhor Filme.
Em 2005, voltou ao teatro, montando a peça "Baque", de Neil Labute, com Emílio de Mello, Deborah Evelyn e Carlos Evelyn.
Em 2007, Monique lançou seu terceiro longa-metragem, "Ó Paí, Ó", a partir de uma peça de Márcio Meirelles que havia sido grande sucesso nos anos 1990 do Bando de Teatro Olodum. Entretanto, o longa recebeu algumas críticas. Em 2010, ganhou uma série na TV, exibida pela Rede Globo.
Em 2014, Monique esboçou os primeiros passos da sequência do filme Ó Paí Ó, com roteiro de Lusa Silvestre. A participação do ator Lázaro Ramos no elenco, assim como no primeiro, está confirmada.

## Filmografia
- 2018: Paraíso Perdido[6]
- 2007: Ó paí, ó
- 2003: Benjamim
- 1996: Jenipapo
- 1993: Diário Noturno (curta)
- 1989: Day 67 (curta)
- 1989: Insônia (curta)